# Liwenskoje (Kaliningrad)
Liwenskoje (russisch Ливенское, deutsch Galbrasten, 1938 bis 1945 Dreifurt mit Kragelischken, 1938 bis 1945 Kragelingen, litauisch Galbrasčiai sowie: Krageliškiai) ist ein Ort in der russischen Oblast Kaliningrad und gehört zur kommunalen Selbstverwaltungseinheit Munizipalkreis Krasnosnamensk im Rajon Krasnosnamensk. Die Ortsstelle Kragelischken/Kragelingen ist verlassen.

## Geographische Lage
Liwenskoje liegt am Nordufer der Scheschuppe (1938 bis 1945: Ostfluss), 18 Kilometer südöstlich der früheren Kreisstadt Neman (Ragnit) und 13 Kilometer nordwestlich der heutigen Rajonstadt Krasnosnamensk (Lasdehnen/Haselberg). Eine Bahnanbindung besteht nicht.

## Geschichte
Galbrasten war im 18. Jahrhundert ein königliches Bauerndorf, das aus vielen sehr verstreut liegenden großen und kleinen Höfen bestand. Im Jahr 1874 wurde die Landgemeinde Galbrasten namensgebend für einen neu errichteten Amtsbezirk im Kreis Ragnit. Zu Galbrasten gehörte auch der Wohnplatz Kragelischken, der aus nur einem Anwesen bestand (55° 0′ 44″ N, 22° 19′ 21″ O). Seit 1909 gehörte die Landgemeinde Galbrasten zum Amtsbezirk Wedereitischken. Im Jahr 1929 wurden die beiden Förstereien Fuchswinkel (55° 0′ 45″ N, 22° 17′ 57″ O) und Torfhaus (54° 59′ 40″ N, 22° 20′ 43″ O, nicht mehr existent) eingemeindet. 1938 wurde Galbrasten in Dreifurt umbenannt. Der Wohnplatz Kragelischken erhielt den neuen Namen Kragelingen.
Im Jahr 1945 wurde das Dorf in Folge des Zweiten Weltkriegs mit dem gesamten nördlichen Ostpreußen der Sowjetunion überstellt. Im Jahr 1947 erhielt es den russischen Namen Liwenskoje und wurde gleichzeitig Sitz eines Dorfsowjets im Rajon Krasnosnamensk. Die Umbenennung des Ortes erfolgte nach der Herkunft der Neusiedler aus dem Rajon Liwny in der russischen Oblast Orjol. Im Jahr 1954 gelangte der Ort in den Timofejewski selski Sowet. Im Ortsverzeichnis der Oblast Kaliningrad von 1976 wurde auch der ehemalige Wohnplatz Kragelischken/Kragelingen zu Liwenskoje gezählt. Diese Ortsstelle ist inzwischen verlassen. Die ehemalige Försterei Fuchswinkel, direkt an der Szeszuppe gelegen, wurde zu einem Ferienlager für Kinder umgewidmet, genannt Sokol (dt. Falke). Von 2008 bis 2015 gehörte Liwenskoje zur Landgemeinde Alexejewskoje selskoje posselenije, von 2016 bis 2021 zum Stadtkreis Krasnosnamensk und seither zum Munizipalkreis Krasnosnamensk.

### Einwohnerentwicklung
| Jahr | Einwohner | Bemerkungen               |
| ---- | --------- | ------------------------- |
| 1867 | 637       |                           |
| 1871 | 584       |                           |
| 1885 | 634       | Davon in Kragelischken: 6 |
| 1905 | 559       | Davon in Kragelischken: 5 |
| 1910 | 537       |                           |
| 1933 | 572       |                           |
| 1939 | 541       |                           |
| 1984 | ~ 130     |                           |
| 2002 | 76        |                           |
| 2010 | 93        |                           |
| 2021 | 74        |                           |

### Amtsbezirk Galbrasten (1874–1909)
Zwischen 1874 und 1909 bestand der Amtsbezirk Galbrasten im Kreis Ragnit, zu dem vier Gemeinden gehörten:
| Name                                        | Änderungsname von 1938 | Russischer Name nach 1945 |
| ------------------------------------------- | ---------------------- | ------------------------- |
| Alt Krauleidszen 1936–38: Alt Krauleidschen | Hohenflur (Ostpr.)     | (Chworostjanka)           |
| Aszen                                       | seit 1936: Aschen      | Chworostjanka             |
| Galbrasten                                  | Dreifurt               | Liwenskoje                |
| Giewerlauken                                | Hirschflur             | Nikolskoje                |

### Liwenski selski Sowet 1947–1954
Der Dorfsowjet Liwenski selski Sowet (ru. Ливенский сельский Совет) wurde im Juni 1947 im Rajon Krasnosnamensk eingerichtet. Im Jahr 1954 wurde er wieder aufgelöst und an den Timofejewski selski Sowet angeschlossen.
| Ortsname                | Name bis 1947/50                      | Jahr der Umbenennung |
| ----------------------- | ------------------------------------- | -------------------- |
| Krassawino (Красавино)  | Birkalnis, 1938–1945: „Birkendell“    | 1950                 |
| Lagernoje (Лагерное)    | Lenken                                | 1947                 |
| Liwenskoje (Ливенское)  | Galbrasten 1938–1945: „Dreifurt“      | 1947                 |
| Nikolskoje (Никольское) | Giewerlauken, 1938–1945: „Hirschflur“ | 1947                 |
| Werchowoje (Верховое)   | Schacken                              | 1947                 |

### Dr.-Rosenkrantz-Brücke
Galbrasten war vor allem durch seine Brücke über die Scheschuppe in Richtung Wedereitischken (1938 bis 1945: Sandkirchen, jetzt: Timofejewo) bedeutend. Sie wurde im Jahre 1923 aus Holz errichtet, musste jedoch jedes Jahr im Herbst wieder abgebaut werden, weil sie sonst bei Hochwasser sowie Eisgang im Frühjahr in Gefahr geriet. Im Sommer 1926 brach sie bei Instandsetzungsmaßnahmen aus ungeklärten Gründen zusammen. Es gab zahlreiche Tote und Verletzte. Die Kreisregierung sah sich veranlasst, nunmehr eine solide Betonbrücke zu bauen. Sie wurde 1928 eingeweiht und erhielt die Bezeichnung Dr.-Rosenkrantz-Brücke. Auf ihren Grundpfeilern ruht noch die heutige Brücke.

## Kirche
Galbrasten resp. Dreifurt und Kragelischken resp. Kragelingen waren vor 1945 aufgrund ihrer fast ausnahmslos evangelischen Bevölkerung in das Kirchspiel der Kirche Wedereitischken (der Ort hieß zwischen 1938 und 1946: Sandkirchen, heute russisch: Timofejewo) eingepfarrt. Diese war Teil der Diözese Ragnit im Kirchenkreis Tilsit-Ragnit innerhalb der Kirchenprovinz Ostpreußen der Kirche der Altpreußischen Union. Heute liegt Liwenskoje im weitläufigen Einzugsgebiet der neu entstandenen evangelisch-lutherischen Gemeinde in Sabrodino (Lesgewangminnen, 1938 bis 1946 Lesgwangen), die zur Propstei Kaliningrad (Königsberg) der Evangelisch-lutherischen Kirche Europäisches Russland gehört.

## Söhne und Töchter des Ortes
- Christoph Jurkschat (1852–1915), evangelisch-lutherischer Pfarrer, Verfasser und Herausgeber von Sammlungen litauischer Märchen und Erzählungen sowie einer deutschen Sprachlehre für preußische und russische Litauer
- Ilse Willers (1912–2010), Malerin und Grafikerin